# Touchmail
TouchMail è un'applicazione webmail per iPhone e iPod touch che permette di gestire i propri account di posta elettronica accedendo a www.tm.comvalid.com.
È un software distribuito in open source che garantisce l'accesso a tutti i maggiori mail services, quali ad esempio Hotmail, Gmail, Yahoo!, AOL, Lycos, Netscape.
TouchMail supporta i protocolli POP3 ed IMAP ed è in grado di interfacciarsi al protocollo HTTP mediante il gateway FreePOPs che svolge una funzione di parsing tra il POP3 e l'HTTP utilizzato per esempio da Hotmail.
L'applicazione, essendo web based, consente l'accesso ai mail account anche in un ambiente aziendale in cui solitamente sono presenti firewall che, chiudendo determinate porte per motivi di sicurezza, negano la possibilità di stabilire una connessione ad iPhone Mail.
Per ora la compatibilità di TouchMail è limitata ad iPhone e iPod touch e l'accesso è possibile, oltre che da questi due device, anche da PC attraverso il browser Safari. Tuttavia il supporto degli utilizzatori e degli sviluppatori stessi promette una futura estensione della compatibilità ad altri modelli di smartphone.